# Języki minahaskie
Języki minahaskie – grupa spokrewnionych języków austronezyjskich używanych przez lud Minahasa na wyspie Celebes. Tradycyjny obszar tych języków to region Minahasa w północno-wschodniej części wyspy. Należą do gałęzi języków filipińskich. Ich podział przedstawia się w następujący sposób:
- Tonsawang
- Północnominahaskie:
  - Tontemboan
  - Północno-wschodnie: tondano, tombulu (minahasa), tonsea.

W językach minahaskich zaznaczyły się zarówno wpływy europejskie, jak i wpływy innych języków Indonezji. Wiele zapożyczeń pochodzi z takich języków jak hiszpański, ternate i portugalski. Istotnym źródłem słownictwa jest również malajski, z którym języki minahaskie przeszły długookresową historię kontaktu; dodatkowo malajski pośredniczył w zapożyczaniu wyrazów sanskryckich, arabskich i innych. Języki minahaskie jedynie w ograniczonym stopniu wpłynęły na leksykę malajskiego miasta Manado.
Języki minahaskie wykazują pewien poziom wzajemnej zrozumiałości. Wśród użytkowników tych języków panuje powszechna wielojęzyczność. Są wypierane przez malajski miasta Manado, który służy jako regionalna lingua franca. Do ich zaniku przyczyniają się również migracje ludności (wiele osób z ludu Minahasa zamieszkuje inne zakątki wyspy Celebes i pobliskie regiony kraju).
W ujęciu geograficznym do języków minahaskich zalicza się także ponosakan, bantik i ratahan. Ponosakan wykazuje jednak bliższy związek z językiem mongondow, a języki bantik i ratahan są pokrewne językowi sangir. Wszystkie trzy są zagrożone wymarciem. Dokonano rekonstrukcji języka praminahaskiego (Sneddon 1978 ↓ ).